# Reinhart Koselleck

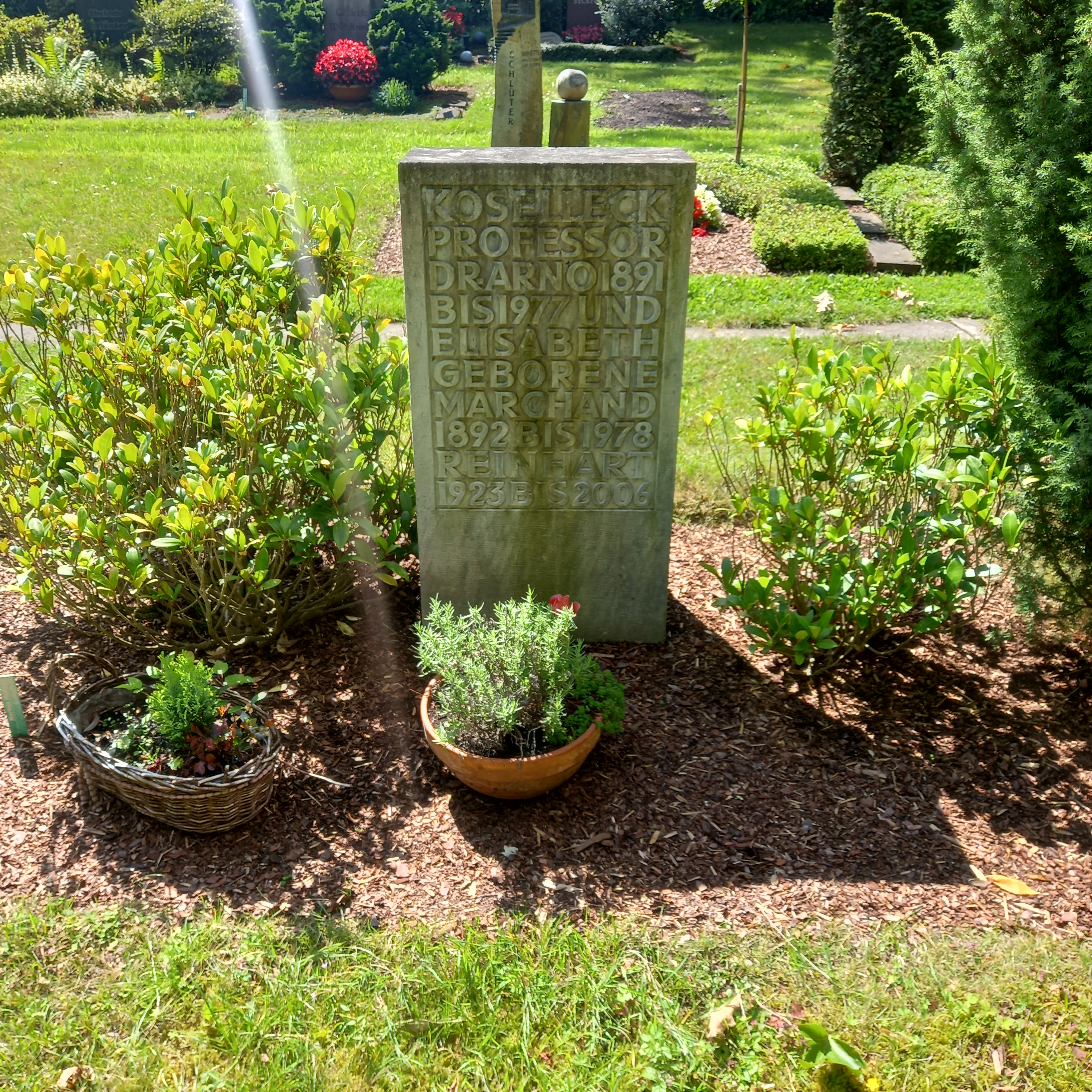
La tumba Reinhart Koselleck, su padre, el historiador y didáctico de la historia Arno Koselleck y su esposa Elisabeth, de soltera Marchand, en el cementerio Stieghorst de Bielefeld

Reinhart Koselleck (23 de abril de 1923, Görlitz -  3 de febrero de 2006, Bad Oeynhausen) fue uno de los más importantes historiadores alemanes del siglo XX.

## Trayectoria
Koselleck estudió historia, filosofía, sociología y derecho público en Heidelberg y en Bristol. Entre los profesores que más influyeron en su formación académica se dan nombres como Martin Heidegger, Carl Schmitt, Karl Löwith, Hans-Georg Gadamer, Werner Conze, Alfred Weber, Ernst Forsthoff, Viktor Freiherr von Weizsäcker y Eric Hobsbawm.
Se hizo conocido por su tesis doctoral Crítica y crisis. Un estudio sobre la patogénesis del mundo burgués (1954). Una buena parte de su trabajo trata de la historia intelectual, social y administrativa de Prusia y Alemania en los siglos XVIII y XIX. 
Sus investigaciones, ensayos y documentos abarcan un amplio ámbito temático. En general, la labor de Koselleck gira en torno a la historia intelectual de Europa occidental del siglo XVIII hasta nuestros días. Es notable su interés tanto por la teoría de la historia como por la historia conceptual. 
Koselleck es uno de los más importantes nombres asociados con la llamada historia conceptual (Begriffsgeschichte), siendo una disciplina que se contrapone a la historia de las ideas, muy abstracta a su juicio, y que se orienta al estudio de los usos lingüísticos en toda la vida social, política y jurídica. Koselleck la supo exponer —como «historiador pensante», según dijo Hans-Georg Gadamer—, y llegó a plasmar en su gigantesco diccionario Conceptos históricos fundamentales (Geschichtliche Grundbegriffe, 1971-1992), editado con Otto Brunner y Werner Conze. Su Historias de conceptos recorre la historia del mundo europeo moderno mediante las historias de los conceptos de «revolución», «formación», «utopía», «crisis», «ilustración» o «emancipación».
En 1999 le fue conferido el Sigmund-Freud-Preis für wissenschaftliche Prosa.

## Publicaciones

### Traducciones
- Futuro pasado, Paidós Ibérica, 1993, ISBN 978-84-7509-905-7
- Aceleración, prognosis y secularización, Pre-Textos, 2003 ISBN 978-84-8191-526-6
- Historia y hermenéutica, Paidós Ibérica, 2006, con Hans Georg Gadamer ISBN 978-84-493-0324-1
- Historia, Trotta, 2010, ISBN 978-84-9879-147-1
- Modernidad, culto a la muerte y memoria nacional, C. E. P. y C, 2011
- Los estratos del tiempo: estudios sobre historia. Paidós. 2001. ISBN 978-84-493-1139-0.
- Crítica y crisis: un estudio sobre la patogénesis del mundo burgués, Trotta, 2007, ISBN 978-84-8164-857-7
- Historias de conceptos. Estudios sobre semántica y pragmática del lenguaje político y social, Trotta, 2012, ISBN 978-84-9879-300-0
- Sentido y repetición en la historia, Hydra, 2013, ISBN 978-987-24866-9-3

### Trabajos propios
- Preußen zwischen Reform und Revolution. Allg. Landrecht, Verwaltung u. soziale Bewegung von 1791 - 1848. (Habil. Heidelberg 1965), Stuttgart, 1967 ISBN 3-12-905050-7
- Kritik und Krise. Eine Studie zur Pathogenese der bürgerlichen Welt, Fráncfort del Meno, 1973. ISBN 3-518-07636-1
- Vergangene Zukunft. Zur Semantik geschichtlicher Zeiten, Fráncfort del Meno, 1979. ISBN 3-518-06410-X
- Europa im Zeitalter der europäischen Revolutionen (= Fischer Weltgeschichte vol.26), Fráncfort del Meno, 1982. ISBN 3-596-60026-X
- Der politische Totenkult: Kriegerdenkmäler in der Moderne, Múnich 1994. ISBN 3-7705-2882-4
- Goethes unzeitgemäße Geschichte, Heidelberg, 1997. ISBN 3-925678-67-0
- Expérience de l'Histoire, París 1997. ISBN 2-02-031444-4
- Zur politischen Ikonologie des gewaltsamen Todes. Ein deutsch-französischer Vergleich, Basilia, 1998. ISBN 3-7965-1028-0
- Europäische Umrisse deutscher Geschichte. Zwei Essays, Heidelberg, 1999. ISBN 3-925678-86-7
- The Practice of Conceptual History: Timing, History, Spacing Concepts. (Cultural Memory in the Present), Stanford, 2002. ISBN 0-8047-4022-4
- Zeitschichten. Studien zur Historik, Fráncfort del Meno, 2003. ISBN 3-518-29256-0
- Begriffsgeschichten, Fráncfort del Meno, 2006. ISBN 3518584634

### Otras publicaciones (como editor)
- Geschichte - Ereignis und Erzählung (Poetik und Hermeneutik 5), ed. de Reinhart Koselleck y Wolf-Dieter Stempel, Múnich 1973
- Theorie der Geschichte. Beiträge zur Historik, DTV, Fráncfort del Meno 1977ff. Mitherausgeber von zwei Teilbänden: - Band 1 (1977), Objektivität und Parteilichkeit in der Geschichtswissenschaft, ISBN 3-423-04281-8, con Wolfgang J. Mommsen y Jörn Rüsen; vol. 4 (1982), Formen der Geschichtsschreibung, ISBN 3-423-04389-X, con Jörn Rüsen y Heinrich Lutz.
- Hayden White: Auch Klio dichtet oder Die Fiktion des Faktischen. Studien zur Tropologie des historischen Diskurses, Stuttgart 1991. ISBN 3-608-95806-1 (Einführung von Reinhart Koselleck)
- Epochenschwelle und Epochenbewusstsein (Poetik und Hermeneutik 12), Múnich, 1997. ISBN 3-7705-2390-3 (ed. por Reinhart Herzog y Reinhart Koselleck)
- Niedergang. Studien zu einem geschichtlichen Thema, Stuttgart 1999. ISBN 3-12-912440-3 (con Paul Widmer)
- Geschichtliche Grundbegriffe - Historisches Lexikon zur politisch sozialen Sprache, 8 vols. Stuttgart 2004. ISBN 3-608-91500-1 (con Werner Conze y Otto Brunner)
- Hermeneutik und Historik. o.J. o.O. ISBN 3-8253-3932-7 (con Hans-Georg Gadamer)

## Literatura
- Ute Daniel. Artikel Reinhart Koselleck. In: Lutz Raphael (ed.) Klassiker der Geschichtswissenschaft. Vol. 2: Von Fernand Braudel bis Natalie Z. Davis. Múnich 2006, ISBN 3-406-54104-6, pp. 166–194

- Manfred Hettling, Bernd Ulrich: Formen der Bürgerlichkeit. Ein Gespräch mit Reinhart Koselleck. In: Manfred Hettling (Hrsg.): Bürgertum nach 1945. Hamburgo 2005, pp. 40–60, ISBN 3-936096-50-3

- Bettina Hitzer, Thomas Welskopp (eds.) Die Bielefelder Sozialgeschichte. Klassische Texte zu einem geschichtswissenschaftlichen Programm und seinen Kontroversen. Bielefeld 2010, ISBN 9783837615210

- Michael Jeismann. Das Jahrhundert unter der Haut. Die Besiegten schreiben die Geschichte: Zum Tode des deutschen Historikers Reinhart Koselleck. In: Frankfurter Allgemeine Zeitung, 6 de febrero de 2006, N.º 31, pp. 33

- Stefan Weinfurter (ed.) Reinhart Koselleck, 1923–2006: Reden zum 50. Jahrestag seiner Promotion in Heidelberg. Winter, Heidelberg 2006, ISBN 3-825-35205-6

- Willibald Steinmetz. Nachruf auf Reinhart Koselleck (1923–2006). In: Geschichte und Gesellschaft 2006, 32: 412–432